# Savlukî, Malîn
Savlukî (în ucraineană Савлуки) este un sat în comuna Ksaveriv din raionul Malîn, regiunea Jîtomîr, Ucraina.

## Demografie
Componența lingvistică a localității Savlukî
     Ucraineană (97,74%)
     Rusă (2,26%)
Conform recensământului din 2001, majoritatea populației localității Savlukî era vorbitoare de ucraineană (97,74%), existând în minoritate și vorbitori de rusă (2,26%).